# Parafia św. Jana Chrzciciela w Sypniewie
Parafia pw. Świętego Jana Chrzciciela w Sypniewie – rzymskokatolicka parafia należąca do dekanatu Krasnosielc, diecezji łomżyńskiej, metropolii białostockiej. Parafię prowadzą księża diecezjalni.

## Historia
Przed rokiem 1914 wieś Sypniewo wraz z okolicznymi wioskami należała do Parafii Gąsewo. Ludność tych wiosek stanowiła drobna szlachta i włościanie. Płacili oni do Gąsewa dziesięcinę w pieniądzach lub w zbożu.  
Parafia Sypniewo jako samodzielna jednostka została wyłączona z parafii Gąsewo i Sieluń erygowana przez arcybiskupa płockiego Antoniego Juliana Nowowiejskiego. 22 lipca 1914 r. Pierwszym proboszczem i organizatorem parafii był ks. Stanisław Chełmiński, wikariusz z Makowa Maz.

## Kościół parafialny
W latach 1969–1974 wybudowano murowany kościół św. Maksymiliana Marii Kolbego. Poświęcił go ks. bp Stanisław Stefanek, ówczesny biskup łomżyński, dnia 25 czerwca 2000 r.

## Dawniej użytkowane przez parafię świątynie
Kościół pod wezwaniem Ducha Świętego
Pierwszy kościół został pobudowany jeszcze przed oficjalnym powstaniem parafii. Mieszkańcy ofiarowali 11 morgów ziemi pod budowę kościoła, plebanii, domów dla organisty i kościelnego, budynków gospodarczych, z ziemią orną, łąką i sadem i jedną morgę na cmentarz grzebalny. Kościół wykonany został z drzewa w krzyżaki obite deskami sosnowymi, długości 18 m, szer. 10 m, wysokości 5,2 m. Składał się z prezbiterium, dwóch ołtarzy bocznych, zakrystii, skarbca oraz chóru. Miał podłogę z desek sosnowych, 6 okien – u góry szkła kolorowe. Drzwi było pięcioro. Dach kościoła z blachy ocynkowanej z rynnami był uwieńczony dwoma krzyżami roboty kowalskiej na złoconych kulach.
Ks. S. Chełmiński w niedzielę 20 września 1914 r. odprawił w nowym kościele pierwszą mszę świętą. W tym dniu, na mocy upoważnienia biskupa pobenedyktował nowo wzniesiony kościół i oddał go do użytku wiernych oraz cmentarz grzebalny położony około 0,5 km od kościoła, początkowo ogrodzony wałem ziemnym usypanym z piasku.
Kościół był pod wezwaniem Ducha Świętego, którego święto wyznaczono na Pierwszy Dzień Zielonych Świąt. Natomiast parafii patronował św. Jan Chrzciciel, obrany przez parafian 18 października 1914 r., którego święto obchodzono 24 czerwca. Kościół został rozebrany przez Niemców w 1944 r.
W ołtarzu głównym nowo powstałego kościoła zawieszony był obraz w złoconych ramach przedstawiający patrona parafii św. Jana Chrzciciela, malowany przez warszawską artystkę malarkę L. Mirosławską.
Nad lewym bocznym ołtarzem był obraz św. Franciszka z Asyżu  – malowany przez artystę malarza Łukaszewicza. Nad prawym bocznym ołtarzem obraz św. Anny malowany przez L. Mirosławską.
Dzwonnicy jako takiej nie było, tylko rusztowanie, na którym były trzy dzwony, które były konsekrowane 8 grudnia 1914 r., w uroczystość Niepokalanego Poczęcia NMP przez ks. Klemensa Sawickiego, proboszcza różańskiego, wicedziekana makowskiego z upoważnienia biskupa diecezji.
Po II wojnie światowej
W 1945 r. powstał drewniany kościół tymczasowy.

## Zasięg parafii
W granicach parafii znajdują się miejscowości:

- Sypniewo,
- Batogowo,
- Chełchy,
- Dylewo,
- Glinki-Rafały,
- Jarzyły,
- Mamino,
- Majki-Tykiewki,
- Sławkowo,
- Stare Glinki,
- Strzemieczne-Sędki
- Ziemaki.

## Proboszczowie
- ks. Stanisław Chełmiński (1914–1933)
- ks. Hieronim Częsz (1933–1936)
- ks. Władysław Ciechorski (1936–1945)
- ks. Roman Tarwacki (1945–1950)
- ks. Czesław Rutkowski (1950–1963)
- ks. Roman Tarwacki (1963–1976)
- ks. Jan Domurad (1976–1995)
- ks. Edward Kaczmarczyk (1995–2016)
- ks. Roman Kulasik (2016–2020)
- ks. Marek Średnicki (2020–?)
- ks. Artur Damiański[1]